# KOffice
A KOffice nyílt forráskódú, szabadon felhasználható irodai programcsomag volt, amely a KDE környezetre épül. Nagy fokú integráltság és olyan korszerű képességek, mint az OpenDocument, PDF és SVG fájlformátumok támogatása jellemzi.
2012 szeptemberében a projektet lezárták.

## Történelme
A KOffice fejlesztése 1997-ben kezdődött a Kpresenterrel és a Kworddel.
Az első hivatalos KOffice programcsomag 2000-ben jelent meg a KDE 2.0 részeként. Az 1.1-es verzió 2001-ben, míg az 1.2-es 2002-ben lett nyilvános.
A KOffice jelentős mértékben átalakult az évek során. A KDE4 munkálataival párhuzamosan a KOffice fejlesztőcsapat is fejlesztette a következő verziót, KOffice 2 néven, ami az új KDE4 könyvtárakat használja. Habár a 2.0-s verzió 2009-ben megjelent, csak tesztelők és fejlesztők számára volt ajánlott, ugyanis fontos funkciók és alkalmazások hiányzottak belőle.
Folytatásként 2009 novemberében megjelent a 2.1-es verzió. Ezt a verziót sem ajánlották még mindennapi használatra, helyette az 1.6-os verzió volt a stabil változat. Sem a Kexi, sem a Kivio nem került még bele a programcsomagba, ezért az Ubuntu rendszereken az 1-es verzió volt az alapértelmezett programcsomag.

## Összetevői
A KOffice a következő komponenseket tartalmazza:
|  | KWord. Szövegszerkesztő, amely oldal- vagy tördelés-orientált módban használható. A keretek és a stíluslapok révén bonyolult többhasábos dokumentumok is szerkeszthetők vele.                    |
|  | KSpread. Táblázatkezelő alkalmazás összetett laptámogatással, sablonokkal és több mint 100 matematikai képlettel.                                                                                |
|  | KPresenter. Bemutatókészítő hang, kép és különleges effektusok támogatásával. |
|  | Kexi. Adatbázis-kezelő rendszer. Integrált környezet adatbázisok és adatbázis alkalmazások létrehozásához. Segítségéveladatbázissémákat készíthetünk, adatokat illeszthetünk és kérdezhetünk le. |
|  | Kivio. Folyamatábra szerkesztő. Programozható (Visio® stílusú) folyamatábra rajzoló alkalmazás, dinamikusan betölthető sablonokkal.                                                              |
|  | Karbon14. Vektorgrafikus alkalmazás változatos rajzolási és szerkesztési képességekkel. |
|  | Krita. Raszteres rajzolóprogram (korábbanKrayonként és KImageshopként volt ismert). |
|  | KPlato. Integrált projektmenedzsment és tervező program. |
|  | KChart. Grafikonkészítő program. |
|  | KFormula. Képletszerkesztő program. |

## Lásd még
- Irodai alkalmazáscsomag
- Szövegszerkesztők összehasonlítása

## Külső hivatkozások
- Hivatalos honlap